# Kentropyx pelviceps
Kentropyx pelviceps — вид ящірок родини теїдових (Teiidae). Мешкає в Амазонії.

## Поширення й екологія
Kentropyx pelviceps мешкають на заході Бразилії (Амазонас, Акрі), на сході Колумбії, Еквадору, Перу й Болівії. Вони живуть у первинних і вторинних вологих тропічних лісах, у затоплюваних лісах, на узліссях, у бананових гаях, на висоті від 100 до 230 м над рівнем моря. Віддають перевагу відкритим місцевостям, гріються на сонці. Живляться безхребетними, а також амфібіями і дрібними ящірками, шукають їжу серед опалого листя. Відкладають яйця.